# Si bemol mayor
La tonalidad de Si bemol mayor (Si♭M en el sistema europeo o internacional; B♭ el sistema anglosajón; y B en el sistema alemán) es la que contiene los siete sonidos de la escala mayor de si♭. Su armadura tiene dos bemoles: si y mi.
Su relativo menor es sol menor, su tonalidad homónima es si bemol menor y sus tonalidades enarmónicas son la sostenido mayor y do doble bemol mayor.
La escala de si♭ mayor ascendente (de más grave a más agudo) : si♭, do, re, mi♭, fa, sol, la; y su acorde tríada de tónica: si♭, re, fa.

## Características
Desde la popularización de la afinación por temperamento igual, no hay ninguna tonalidad que tenga un «carácter» propio porque todas las tonalidades mayores son una transposiciones del mismo modelo, y como consecuencia, los intervalos no cambian. Es decir, que todas las tonalidades mayores suenan igual. Por eso, las asociaciones que se hacen con cada tonalidad son a nivel personal y pueden ser muy diferentes. 
Según Christian Schubart, esta tonalidad representa «Amor alegre, conciencia clara y aspiración de esperanza por un mundo mejor» (progreso). Hector Berlioz la calificó de «noble, pero no muy pomposa» en su Gran Tratado de Instrumentación. Es una tonalidad «fácil» de tocar, porque tiene pocas alteraciones (solo dos).
Resulta una tonalidad especialmente fácil para los instrumentos transpositores porque la mayoría transportan hacia los bemoles, por ejemplo, la familia actual de los saxofones, clarinetes (exclúyase el de la), la trompa en si bemol… transportan a si bemol (o sea, que ellos tocarán sin alteraciones cuando la obra esté en Si bemol mayor) o a mi bemol (que leerán las partituras en si bemol mayor con un sostenido solo). Por eso, es habitual que obras escritas o arregladas para banda usen esta tonalidad. Es una tonalidad muy usada en la salsa y el merengue, que utilizan muchos de estos instrumentos de viento (muchos de ellos, transpositores).[cita requerida]

## Obras en si♭mayor
- Sinfonía n.º 98 de Joseph Haydn
- Cinco conciertos para piano de Wolfgang Amadeus Mozart: n.º 2, n.º 6, n.º 15, n.º 18 y n.º 27
- Sinfonías n.º 2 y n.º 5 de Franz Schubert
- Concierto para piano n.º 2  de Johannes Brahms
- Sínfonia n.º 1  de Robert Schumann
- Sonata para piano n.º 29 de Ludwig Van Beethoven

## Otras tonalidades
| Tonalidad   | 7 ♭       | 6 ♭        | 5 ♭       | 4 ♭       | 3 ♭       | 2 ♭       | 1 ♭      | 0        | 1 ♯       | 2 ♯      | 3 ♯       | 4 ♯       | 5 ♯        | 6 ♯       | 7 ♯       |
| Modo mayor: | do♭ mayor | sol♭ mayor | re♭ mayor | la♭ mayor | mi♭ mayor | si♭ mayor | fa mayor | do mayor | sol mayor | re mayor | la mayor  | mi mayor  | si mayor   | fa♯ mayor | do♯ mayor |
| Modo menor: | la♭ menor | mi♭ menor  | si♭ menor | fa menor  | do menor  | sol menor | re menor | la menor | mi menor  | si menor | fa♯ menor | do♯ menor | sol♯ menor | re♯ menor | la♯ menor |